# Dawid Grabowski
Dawid Grabowski (ur. 13 listopada 1989 w Poznaniu) – polski wioślarz, olimpijczyk (2016), wicemistrz Europy (2013), srebrny medalista Uniwersjady (2015). Zawodnik poznańskich klubów: Posnania, a następnie KW 04.

## Osiągnięcia
Od 2006 reprezentował Polskę na licznych międzynarodowych zawodach wioślarskich – juniorskich, młodzieżowych, a następnie seniorskich. W roku 2013 zdobył na czwórce podwójnej srebrny medal Mistrzostwach Europy seniorów. Srebrny medal zdobył również w dwójce podwójnej na Letniej Uniwersjadzie w Gwangju w 2015.
W 2016 roku wziął udział w igrzyskach olimpijskich w Rio de Janeiro. Był zawodnikiem rezerwowym. 

## Wyniki
| Rok  | Impreza                                       | Miejsce     | Konkurencja          | Lokata      |
| ---- | --------------------------------------------- | ----------- | -------------------- | ----------- |
| 2006 | Mistrzostwa Świata Juniorów                   | Amsterdam   | czwórka podwójna     | 20. miejsce |
| 2007 | Mistrzostwa Świata Juniorów                   | Pekin       | czwórka podwójna     | 17. Miejsce |
| 2009 | Młodzieżowe Mistrzostwa Świata                | Račice      | czwórka podwójna     | 9. miejsce  |
| 2010 | Młodzieżowe Mistrzostwa Świata                | Brześć      | czwórka podwójna     | 5. miejsce  |
| 2011 | Młodzieżowe Mistrzostwa Świata                | Amsterdam   | dwójka bez sternika  | 6. Miejsce  |
| 2011 | Mistrzostwa Europy                            | Płowdiw     | czwórka bez sternika | 8. miejsce  |
| 2011 | Mistrzostwa Świata                            | Bled        | czwórka bez sternika | 21. miejsce |
| 2013 | Mistrzostwa Europy                            | Sewilla     | czwórka podwójna     | 2. miejsce  |
| 2013 | Puchar Świata                                 | Lucerna     | czwórka podwójna     | 6. miejsce  |
| 2013 | Mistrzostwa Świata                            | Chungju     | czwórka podwójna     | 15. miejsce |
| 2014 | Mistrzostwa Europy                            | Belgrad     | czwórka podwójna     | 5. miejsce  |
| 2014 | Puchar Świata                                 | Lucerna     | Czwórka podwójna     | 5. Miejsce  |
| 2014 | Mistrzostwa Świata                            | Amsterdam   | czwórka podwójna     | 10. miejsce |
| 2014 | Akademickie Mistrzostwa Świata w Wioślarstwie | Gravelines  | dwójka podwójna      | 1. miejsce  |
| 2015 | Mistrzostwa Europy                            | Poznań      | dwójka podwójna      | 17. miejsce |
| 2015 | Letnia Uniwersjada                            | Gwangju     | dwójka podwójna      | 2. miejsce  |
| 2016 | Puchar Świata                                 | Varese      | dwójka podwójna      | 2. miejsce  |
| 2016 | Mistrzostwa Europy                            | Brandenburg | czwórka podwójna     | 7. miejsce  |
| 2016 | Akademickie Mistrzostwa Świata w Wioślarstwie | Poznań      | dwójka podwójna      | 2. miejsce  |